# Ayr Bruins
Die Ayr Bruins waren ein Eishockeyclub der Stadt Ayr in Schottland. Die Bruins spielten von 1982 bis 1992 in der British Hockey League.  

## Geschichte
Die Mannschaft wurde 1939 unter dem Namen Ayr Raiders gegründet. Die Mannschaft spielte zunächst in der Scottish National League, deren Meistertitel sie in den Jahren 1952 und 1953 jeweils gewann. Nach Auflösung der Scottish National League, wechselten die Raiders zur Saison 1954/55 in die British National League, deren letzten Platz sie belegten. Von 1963 bis 1966 spielte das Team unter dem Namen Ayr Rangers, anschließend 25 Jahre lang als Ayr Bruins. Von 1982 bis 1992 gehörte die Mannschaft der Premier Division der British Hockey League an, der damals höchsten britischen Eishockeyspielklasse. Zuletzt spielte das Team in der Saison 1992/93 noch einmal unter dem Namen Ayr Raiders in der zweitklassigen Division One der British Hockey League. 
Von 1996 bis 2002 spielte mit den Ayr Scottish Eagles eine weitere Mannschaft aus der Stadt in der Ice Hockey Superleague.

## Bekannte ehemalige Spieler
- Mike Daski
- John Noob